# Almoš
Almoš (Almo) (Esztergom, Ugarska, 1068. – Domos, Bizant, 1. rujna 1129.), ugarski kraljević iz dinastije Arpadovića. Bio je nećak ugarskoga kralja Ladislava I. Svetog i brat Kolomana. Obnašao je istaknute službe u ugarskom i hrvatskom kraljevstvu, između ostalog bio je postavljen i za hrvatskog kralja (1095.).

## Životopis
Nakon smrti hrvatskog kralja Zvonimira 1089. godine, u Slavoniji je zavladao ugarski kralj Ladislav I. (1077. – 1095.). Na tom području postavio je za vladara nećaka Almoša isprva s titulom hrvatskog hercega (1091. – 1095.), da bi pokazao da taj dio Hrvatske ne namjerava pripojiti Ugarskoj. Godine 1095. stric ga je imenovao hrvatskim kraljem, a priznavali su ga tamošnji pristaše ugarske stranke. Međutim, potukao ga je novoizabrani hrvatski kralj Petar Snačić (Svačić) i protjerao ga 1095. godine iz Slavonije koju je opet pripojio Hrvatskom kraljevstvu.
Kralj Ladislav I. je iste godine umro, a naslijedio ga je nećak Koloman, Almošev brat. Almoš je dobio naslov hercega Slavonije i dio Ugarske na upravu.
Godine 1097. ugarska vojska je krenula na Hrvatsku. Ugarskoj se vojsci tada ili možda na povratku suprotstavio kralj Petar Snačić na planini Gvozdu. U bitki su Hrvati pretrpjeli poraz, a kralj Petar je poginuo. Ugarska vojska nije nastavila pohod prema jugu, jer su granice Ugarske su na poticaj Bizanta napali Kumani. 

### Sukob s Kolomanom
Koloman se nije mogao posvetiti hrvatskim prilikama jer se u Ugarskoj protiv njega 1098. godine pobunio brat Almoš. Nakon što je kralj Koloman 1102. godine osigurao vlast nad Hrvatskom, Almoš se osjetio ugroženim pa je zatražio pomoć od Njemačke.  On je smatrao da on treba vladati u Hrvatskoj, a Koloman u Ugarskoj. Kraljeva i pobunjenička vojska srele su se na obalama Tise, no do bitke nije došlo. Velikaši su nagovorili braću da se pomire. Kralj je oprostio Almošu.
Međutim, Almoš se 1107. godine opet pobunio protiv brata. Pobjegao je u Poljsku, gdje ga je primio knez Boleslav III. Krivousti (1107. – 1138.) i pružio mu vojnu pomoć. Almoš je provalio u Ugarsku i zauzeo grad Abaujvar na Herandu. Čuvši za to Koloman je odmah pohitao s vojskom i opsjeo grad. Almoš se opet predao, a brat mu je ponovno oprostio. Koloman je pritom sklopio tajni savez s Boleslavom III. Krivoustim protiv njemačko-rimskog cara Henrika V.
Već 1108. godine Almoš se opet pobunio. Koloman mu je oduzeo svu imovinu i titulu hercega čim je doznao da Almoš opet sprema pobunu. Almoš je pobjegao u Njemačku, gdje ga je primio car Henrik V. Izišao je u susret njegovim molbama i objavio rat Kolomanu želeći od Ugarske učiniti vazalnu njemačku državu. Nijemci su opsjeli grad Požun, a vojska češkog kneza Svatopluka, koji je bio njemački vazal, provalila je i pustošila sjeverozapadnu Ugarsku. No tada je Češku napao ugarski saveznik, poljski knez Boleslav III. Krivousti, pa se Svatopluk hitno morao vratiti u Češku. Carev pohod je propao jer se Požun nije predao.
Koloman je za nasljednika proglasio svog sina Stjepana II. i dao ga okruniti. Pred smrt je saznao da Almoš sprema novu pobunu, pa je zabrinut za sudbinu svog sina i nasljednika, koji je tada imao tek 14 godina dao zarobiti Almoša i njegova sina Belu, te ih je oslijepio. Potom ih je obojicu zatočio u samostanu Damišu blizu Vacije.
Godine 1112. zahladili su odnosi između Bizanta i Kolomana. To je pokušao iskoristiti mletački dužd, zatraživši bizantsku pomoć kako bi vratio dalmatinske gradove, no car je to, zauzet drugim poslovima, odbio. Nakon Almoševa osljepljenja, ugarska princeza Piroška, supruga Ivana Komnena, na čijem su se dvoru okupljali Almoševi pristaše isposlovala je carev pristanak, našto je dužd Ordelaf Faliero je 1115. godine krenuo u rat. Zauzeo je Zadar, osim kule u kojoj se nalazila kraljevska vojska, te Biograd. Kralj Koloman, shrvan bolešću i zabrinut zbog pitanja nasljedstva krune nije se mogao posvetiti obrani dalmatinskih gradova. Umro je 1116. godine, a nasljedio ga je sin Stjepan II.

### Sukob sa Stjepanom II.
Nakon smrti cara Aleksija I. Komnena na vlast je došao njegov sin Ivan II. Dobri Komnen. On je nasljedio jaku državu i punu riznicu, pa se mogao posvetiti proširenju svoje države. Njegov je prvi cilj bila Hrvatsko-Ugarska Kraljevina. Careva supruga Piroška, koja je uzela ime Irena je bila kći kralja Ladislava I. Svetog. Ona je na bizantskom dvoru pružila utočište slijepom kraljevu stricu Almošu, a car mu je obećao da će ga vratiti na vlast. I kralj Stjepan II. je otpočeo pripreme za rat. Sklopio je savez s Normanima i Srbima, te prikupio jaku vojsku. Potom je zatražio da car protjera Almoša i druge ugarske nazadovoljnike s dvora, a kada on to nije učinio 1127. je napao Bizant. Ugarska vojska je zauzela Braničevo i Beograd, te prodrla do Plovdiva, te se s bogatim plijenom povukla natrag. Kralj je razorio Beograd, a od kamena toga grada dao sazidati Zemun. 
Almoš je umro 1129. godine.